# Frankfurter Rotlichtviertel

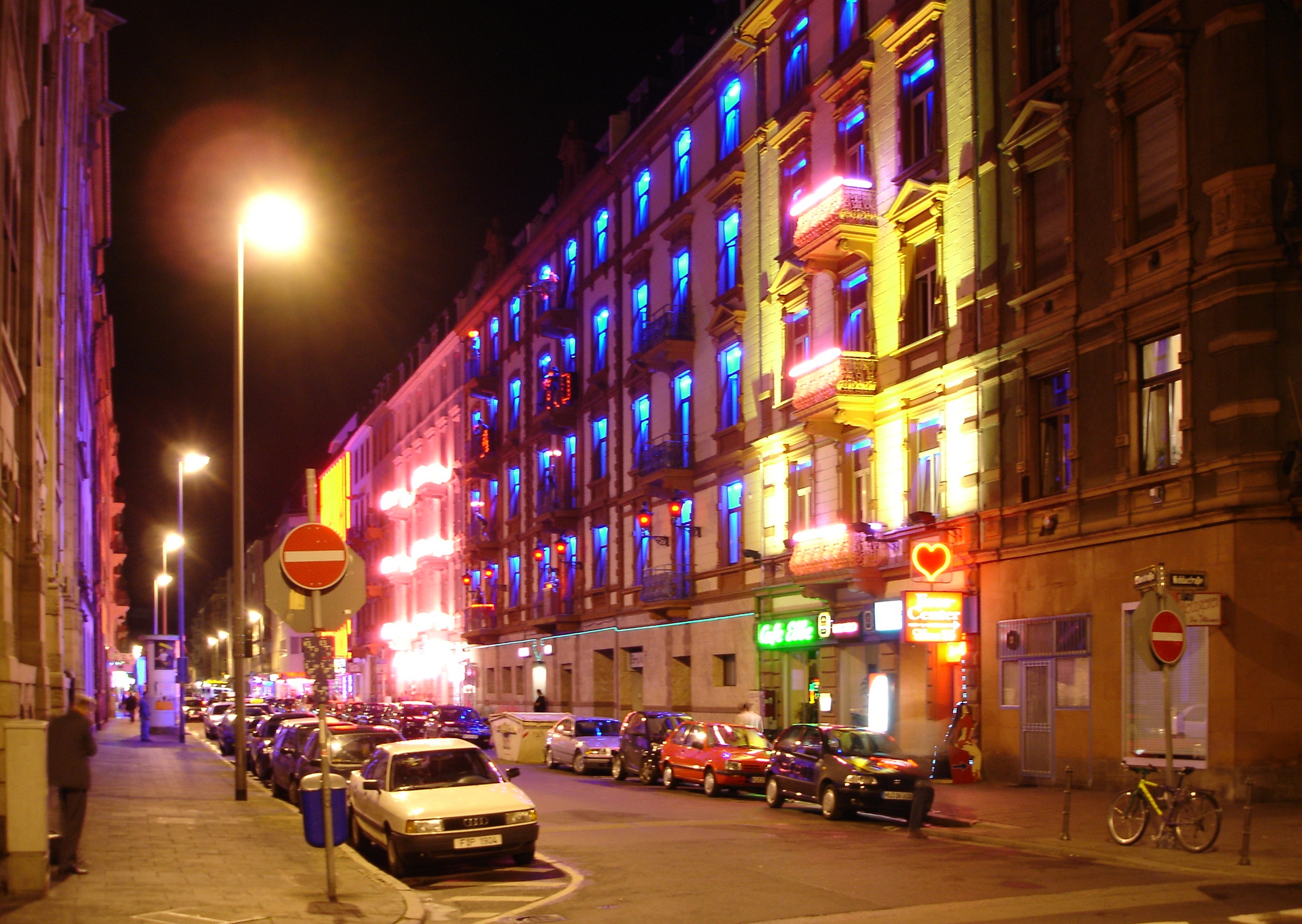
Das Rotlichtviertel von Frankfurt am Main bei Nacht (2005)

Das Frankfurter Rotlichtviertel ist ein Rotlichtbezirk im Frankfurter Bahnhofsviertel. Den Kern des Viertels bilden Elbestraße, Moselstraße und Taunusstraße. Nahe gelegen sind die Kaiserstraße, die Frankfurter Messe, das Bankenviertel und das Museumsufer. Das Viertel wurde vor allem nach 1945 immer mehr auch durch Prostitution bestimmt. Der Grund hierfür lag in der Tatsache begründet, dass das Bahnhofsviertel im Zweiten Weltkrieg durch Bomben nur gering beschädigt war und viele der dort befindlichen Hotels durch die US-Besatzungsstreitkräfte zur Unterbringung von Militärpersonal genutzt wurden. Die große Armut der deutschen Bevölkerung und die im Vergleich hierzu sehr wohlhabenden US-Soldaten bildeten den soziokulturellen Hintergrund zur Entstehung des Rotlichtviertels an dieser Stelle.
Im Frankfurter Bahnhofsviertel gibt es eine Reihe von Laufhäusern. Im Jahr 1969 erhielt der Frankfurter Bauunternehmer Willi Schütz die Genehmigung zur Eröffnung des ersten Großbordells in der Elbestraße 49–53. Das Vorhaben wurde vom damaligen Frankfurter Polizeipräsidenten Gerhard Littmann unterstützt, der in der Schaffung eines Eros-Centers in City-Nähe die einzige Möglichkeit sah, den zahlreichen Beschwerden über „Gewerbsunzucht“ in Wohngebieten Herr zu werden. Das Etablissement mit 180 Zimmern trägt heute den Namen Crazy Sexy und ist das größte Laufhaus in Deutschland; im Jahr 2013 stammten fünf Prozent der Prostituierten aus Deutschland; die meisten kamen aus Osteuropa, Lateinamerika oder Asien. Das Rote Haus in der Taunusstraße 34 besitzt sechs Etagen mit insgesamt 67 Zimmern. Insgesamt gibt es 14 Bordelle im Bahnhofsviertel.
Im Viertel gibt es gelegentlich Großrazzien der Polizei. Zu den Beratungsstellen zählt das von der Diakonie betriebene Projekt Tamara; als Interessenvertretung versteht sich Doña Carmen.